# Vlastimil Vojtěch Deym ze Stříteže

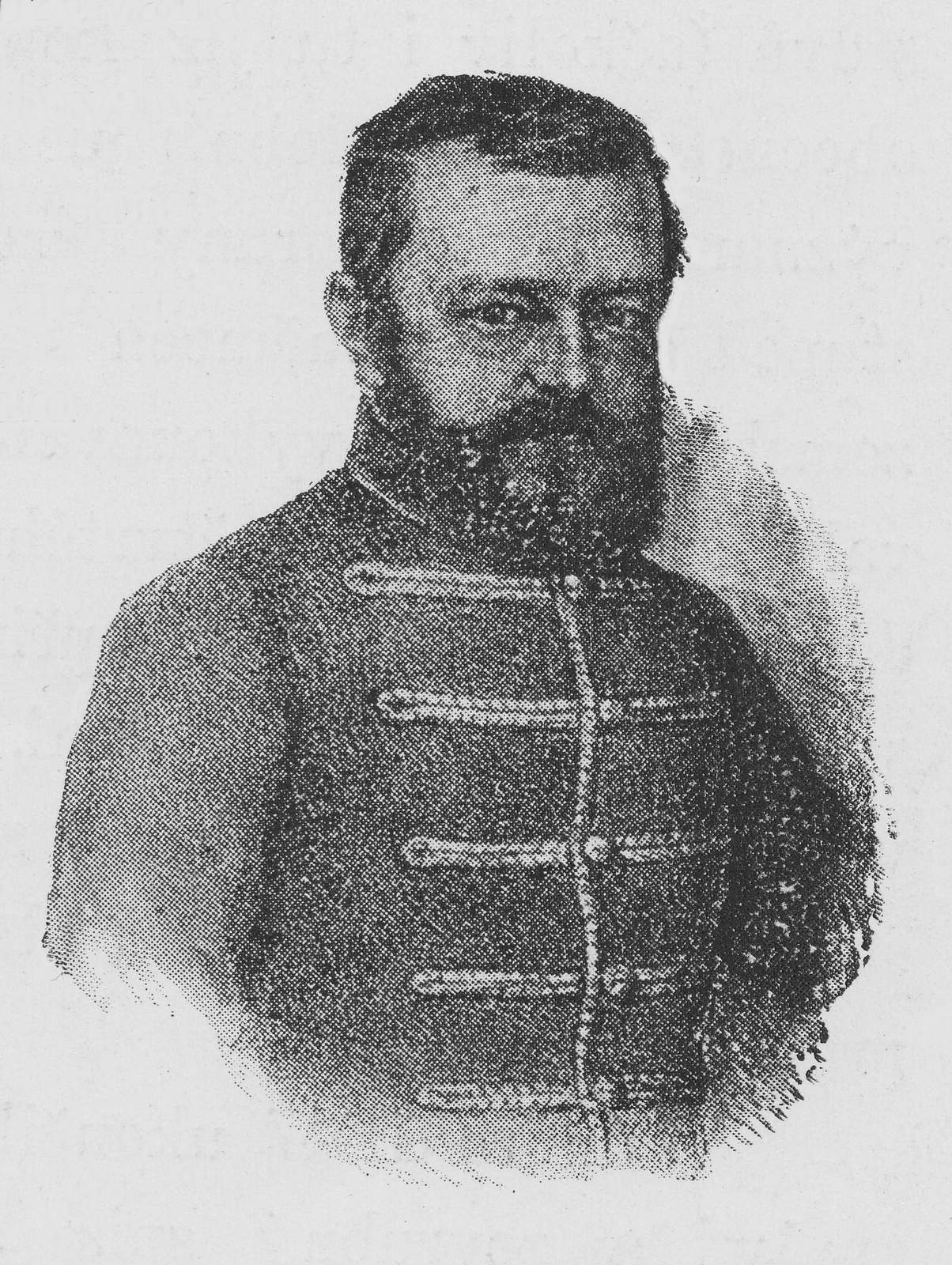
Vlastimil Vojtěch Deym

Graf Vlastimil Vojtěch Deym ze Stříteže (deutsch Albert Graf Deym; * 5. Dezember 1812 in Arnau, Königgrätzer Kreis; † 1863 in Marienbad, Elbogener Kreis) war ein böhmischer Adliger und Politiker.

## Leben
Er entstammte dem alten böhmischen Adelsgeschlecht Deym. Im März 1848 wurde er Vorsitzenden des Heilig-Wenzel-Ausschusses und 1848 zum stellvertretenden Vorsitzenden des Nationalrates gewäht.
Obwohl er dem aristokratischen Flügel angehörte, verlegte er die liberale Nationalzeitung (Národní noviny), in der unter anderen Karel Havlíček Borovský wirkte. Daneben vertrat er seinen Kreis im Parlament in Kroměříž.
Nach dessen Auflösung 1849 zog er sich aus der aktiven Politik zurück.